# Куйтунское городское поселение
Куйтунское городское поселение  или Куйтунское муниципальное образование — муниципальное образование со статусом городского поселения в Куйтунском районе Иркутской области России. 
Административный центр и единственный населённый пункт —  рабочий посёлок (посёлок городского типа) Куйтун.

## Население
| 2010   | 2011    | 2012  | 2013  | 2014  | 2015  | 2016  |
| ------ | ------- | ----- | ----- | ----- | ----- | ----- |
| 10 097 | ↘10 070 | ↘9929 | ↘9803 | ↘9686 | ↘9588 | ↘9506 |
| 2017   | 2021    |       |       |       |       |       |
| ↘9487  | ↗9838   |       |       |       |       |       |

По результатам Всероссийской переписи населения 2010 года 
численность населения муниципального образования составила 10 097 человек.